# David Silveria
David Silveria, född 21 september 1972 i San Leandro, är en amerikansk trummis, mest känd som medlem i metalbandet Korn mellan 1993 och 2006.